# Don’t Worry, Be Happy
A Don’t Worry, Be Happy Bobby McFerrin talán legismertebb dala az azonos című albumról. A dal 1988 szeptemberében jelent meg és két hétig vezette az amerikai Billboard listát. Mint általában Bobby McFerrin dalai, ez is a cappella szám. A hasonló jellegű dalok közül elsőként ért el listavezető helyet.
A dal érdekessége, hogy valamennyi megszólaló hangot maga Bobby McFerrin énekli vagy kelti, semmilyen hangszer vagy más közreműködő nem hallható benne. A felvételét nyolc sávra készítették, s ezeket játszották egymásra, így alakult ki a végső változat sokszólamú hangzása. A dal népszerűségét segítette, hogy betétdala volt Tom Cruise Cocktail című filmjének. A dal szerepet kapott George Bush 1988-as elnökválasztási kampányában, majd Bobby McFerrin kérésére elálltak a használatától.
A dal címe, és refrénje eredetileg Meher Bába indiai misztikustól és spirituális mestertől származik, aki gyakran használta ezt a kifejezést, amikor megszólította nyugati híveit.
A dallal McFerrin három Grammy-díjat nyert 1988-ban:
- Az év lemeze
- Az év dala
- Az év legjobb férfi popelőadója

A dal videóklipjében McFerrin mellett Robin Williams és Bill Irwin szerepel.